# 와전류
와전류(渦電流, eddy current, foucault currents) 또는 맴돌이 전류는 도체에 걸린 자기장이 시간적으로 변화할 때 전자기 유도에 의해 도체에 생기는 소용돌이 형태의 전류이다.

## 적용

### 와전류 브레이크
맴돌이 브레이크라고도 하며, 자속(磁束)과 도체의 상대운동으로 인한 자기장과 와전류의 작용으로 상대운동을 정지시키려는 방향으로 힘이 생기는 것을 이용한 것이다. 
이를 이용해 철도 차량에 응용하려는 시도도 있다. 와전류 브레이크는 기존의 바퀴와 레일사이 마찰력을 이용하는 점착 브레이크와는 다르게 바퀴의 전자석과 레일 사이에 제동력이 작용하는 비점착 브레이크이므로 브레이크의 힘을 크게해도 바퀴가 미끄러지지 않는다.
적산전력계는 구동 돌림힘(전력에 비례)과 제동 돌림힘(속도에 비례)의 균형으로 전력에 비례하는 회전속도를 얻는데 이 제동에 와전류 브레이크를 사용하며, 또한 와전류 브레이크는 레코드 플레이어의 속도조절에 사용하기도 한다.